# Energy Policy Act (2005)

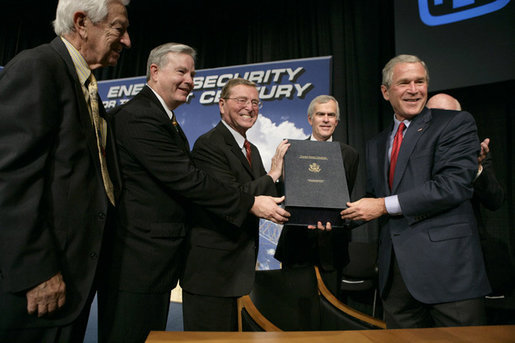
Le président George W. Bush tenant la boîte contenant l'Energy Policy Act le 8 août 2005

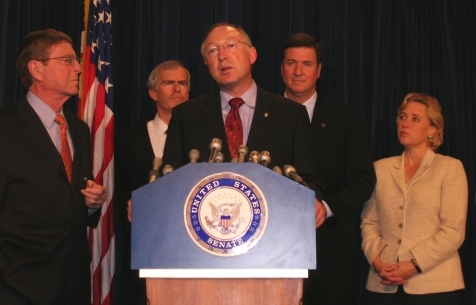
Divers sénateurs américains soutenant le passage de la loi le 29 juillet 2005

L’Energy Policy Act of 2005 (loi sur l'Énergie de 2005) est une loi du Congrès adoptée le 29 juillet 2005 par le Congrès des États-Unis et promulguée par le président George W. Bush le 8 août 2005 aux Laboratoires Sandia à Albuquerque au Nouveau-Mexique.
Ce texte, présenté par ses promoteurs comme une tentative pour faire face à des problèmes énergétiques croissants, a modifié la politique énergétique des États-Unis, notamment en offrant des incitations fiscales et des garanties financières pour une grande variété de sources de production ou d'économie d'énergie.
Elle succède à l'Energy Policy Act de 1992 (en) et modifie des dispositions importantes de loi sur les sociétés de service public notamment le PUHCA de 1935 et le PURPA (en) de 1978.